# Stadio Silvio Piola (Vercelli)
Lo stadio Silvio Piola è uno stadio calcistico situato nel Piemonte nella città di Vercelli.
Situato nel centro cittadino, al confine meridionale del parco pubblico di piazza Pietro Camana, è in termini di capienza la principale arena scoperta della città e della relativa provincia.
Ospita gli incontri casalinghi della principale squadra di calcio locale, la Pro Vercelli; in passato vi hanno altresì giocato i club Pro Belvedere e Gozzano.

## Storia

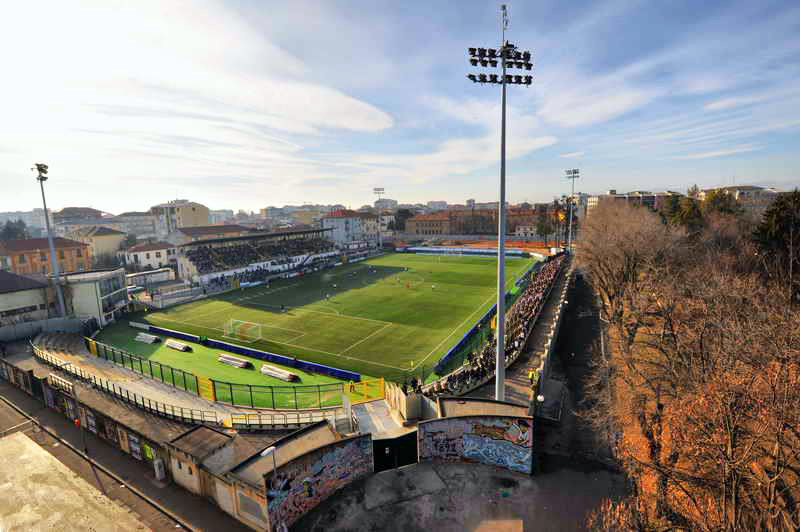
Panoramica dell'impianto ai primi del 2012: sullo sfondo si nota la curva ovest in ricostruzione.

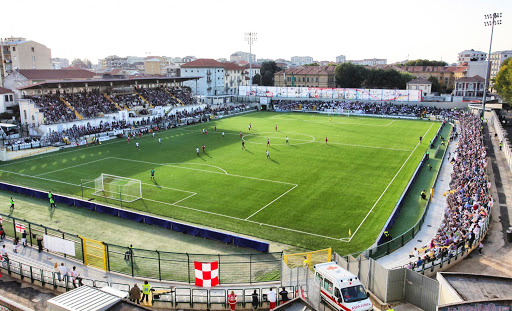
Panoramica dell'impianto nel 2012, dopo la ristrutturazione.

Inaugurato nel 1932 in sostituzione del preesistente terreno casalingo della Pro Vercelli (il Camp ad la fera, situato poco lontano, nei giardini di piazza Camana), il "campo polisportivo" fu inizialmente intitolato a Leonida Robbiano, aviatore e pioniere dell'Aeronautica Militare italiana. Nel 1998, con una delibera comunale, l'intitolazione venne modificata alla memoria di Silvio Piola, storico attaccante che dal 1929 al 1934 collezionò 127 presenze e segnò 51 gol con la maglia della Pro Vercelli.
La prima partita della Pro Vercelli all'interno dello stadio fu nella stagione 1932-1933, in occasione della prima giornata di campionato, conclusasi con una vittoria per 2-0 sul Palermo.
| Arbitro: | Bertoli (Vicenza) |

|                          |           |  |
| Depetrini 50’ Degara 57’ | Marcatori |  |

Come suggerito dal nome originario, la struttura (capace di ospitare fino a 12 000 spettatori), era pensata come impianto multidisciplinare: la tribuna centrale accoglieva infatti al suo interno una palestra di scherma, mentre attorno al campo di gioco correva una pista d'atletica leggera (successivamente rimossa).
Oltre ad aver assolto fin dalle origini la funzione di campo casalingo della Pro Vercelli, dalla stagione 2006-07 al 2009-10 il Piola ha ospitato anche le partite interne della A.S. Pro Belvedere Vercelli, squadra minore cittadina, successivamente dissoltasi onde consentire la rifondazione del club delle bianche casacche, fallito proprio nel 2010.
L'impianto ha subìto varie modifiche e interventi di ristrutturazione nel corso della sua esistenza: complici le difficoltà incontrate dalle squadre calcistiche cittadine tra gli ultimi decenni del XX secolo e l'inizio del XXI, le infrastrutture subirono un complessivo degrado e la capienza degli spalti venne fortemente contingentata, arrivando anche al di sotto dei 3 000 posti totali. Vennero comunque eseguiti sporadici interventi di manutenzione e adeguamento: nel 2007 il muro d'ingresso della gradinata nord fu abbattuto da un violento temporale e venne ricostruito in cemento armato, nel 2008 il parterre della tribuna venne ricostruito e alzato e infine, tra il 2009 e il 2010, si provvide a sradicare le piante presenti sul perimetro del settore ospiti.
Un intervento incisivo venne eseguito nell'estate 2011 (rinnovamento della gradinata nord, ristrutturazione dei locali tecnici, sostituzione dei seggiolini in tribuna, avvio dei lavori di ricostruzione della curva ovest e sostituzione del manto in erba naturale con una superficie sintetica) e soprattutto nel 2012, in occasione dei playoff di Prima Divisione e della susseguente promozione della Pro Vercelli in Serie B. In questa seconda occasione si provvide ad ampliare e ammodernare gli spalti (la curva ovest in particolare fu abbattuta e ricostruita più capiente e più vicina al bordo del campo, mentre tutti i posti a sedere dell'impianto vennero numerati e dotati di seggiolini), riattare le biglietterie, adeguare la tribuna stampa e gli spogliatoi, implementare nuovi sistemi di videosorveglianza, potenziare l'impianto di illuminazione, consolidare i muri perimetrali ed installare tornelli elettronici per disciplinare l'accesso del pubblico. Inoltre, per migliorare la visibilità dagli spalti, venne smantellata la recinzione attorno al campo - tranne che dinanzi al settore ospiti, per motivi di sicurezza -, sostituita da speciali parapetti alti 1,1 metri ed estensibili fino a 2,2 metri in caso di necessità. Infine si provvide a sostituire la superficie del campo con un nuovo manto in erba sintetica di nuova generazione, omologato FIFA 2 star. L'investimento per tali lavori di ammodernamento ammontò a 1,4 milioni di euro.
La capienza dell'impianto fu stabilizzata 4 215 posti a sedere (numero inferiore alla capienza minima degli impianti, fissata a 10 000 posti dalla Lega Serie B, la quale tuttavia emise una deroga temporanea a tale norma).
Per consentire la messa in opera degli interventi di ristrutturazione, dall'inizio del campionato e fino al 14 ottobre 2012, la Pro Vercelli dovette giocare le gare interne allo stadio Leonardo Garilli di Piacenza. A partire dal 20 ottobre 2012, in occasione della partita casalinga contro il Padova, le bianche casacche ripresero a giocare allo stadio Piola.
Nel 2015, in vista della scadenza della summenzionata deroga alla capienza dell'impianto (che quindi non avrebbe più potuto ospitare le gare di seconda serie), il comune di Vercelli e il club biancocrociato concordarono di procedere all'ampliamento della gradinata nord, attuato mediante l'abbattimento del muro di cinta retrostante e il rialzamento dello spalto mediante la posa di una struttura metallica mobile, le cui dimensioni vennero contenute onde non ostruire la strada retrostante e non andare a occupare l'area del contiguo parco pubblico. Grazie a tale intervento, la capienza del "Piola" viene portata a 5 500 posti a sedere, ovvero il minimo per ottenere la proroga della deroga alla regola dei 10 000 posti. La gradinata rinnovata viene aperta il 6 settembre, in occasione del match inaugurale del campionato di Serie B 2015-2016.
Tra il 2018 e 2019 il Gozzano, onde consentire la ristrutturazione del proprio stadio, ha scelto il "Piola" di Vercelli quale proprio campo interno temporaneo.

## Dati strutturali
Lo stadio, sebbene più volte ristrutturato e modificato, ha conservato gran parte delle caratteristiche architettoniche originarie. Ciò è particolarmente evidente nella tribuna centrale, che coniuga richiami di stile neoclassico a una struttura dalle linee semplici e squadrate, peculiare dell'edilizia monumentale di epoca fascista. Originali dell'epoca sono anche i corrimani in ferro battuto e la struttura portante della tettoia metallica. In virtù di tali caratteristiche, lo stadio vercellese è vincolato ai fini della tutela delle belle arti.
A seguito degli interventi di ristrutturazione condotti negli anni 2010, gli spalti dell'impianto sono divisi in cinque settori, tutti con soli posti a sedere, numerati e dotati di seggiolini. La scarsa distanza delle tribune dal terreno di gioco e le ridotte dimensioni delle recinzioni separatorie (in gran parte limitate a bassi parapetti) garantiscono una buona visibilità al pubblico.
Di seguito si riportano nel dettaglio le caratteristiche e la capienza dei singoli settori:
- Tribuna coperta, unico settore degli spalti dotato di copertura, ospita al suo interno alcuni locali tecnici (i vecchi spogliatoi e due palestre, storicamente utilizzate dalla sezione di scherma della Società Ginnastica Pro Vercelli[3]). La capienza è di 986 posti, ivi compresa la tribuna d'onore e le postazioni per giornalisti e radiotelecronisti (ubicate in una cabina completamente chiusa).
- Gradinata sud, (anche nota come Rettilineo sud) costituita dalla porzione di spalti sottostante la tribuna (di cui costituisce il parterre), ospita 452 posti a sedere.
- Gradinata nord (o Rettilineo nord), prospiciente la tribuna, a seguito della ristrutturazione del 2015 è divenuta il settore più capiente dello stadio, con 2 631 posti a sedere[16].
- Curva ovest, sede dei gruppi di tifo organizzato locali[17], è capace di 882 posti a sedere.
- Curva est, riservata ai tifosi ospiti, ospita 575 posti a sedere. Per ragioni di sicurezza è l'unico settore dinanzi al quale è stata mantenuta la rete di protezione standard, alta poco più di 2 m. È fisicamente separata dalla gradinata nord dalla rampa di collegamento del campo con piazza Camana (essenzialmente a beneficio dei mezzi di soccorso).

Il patrimonio edilizio dell'impianto è completato dalla moderna palazzina che accoglie la sala stampa e i nuovi spogliatoi, costruita tra la tribuna e la curva est, sul cui muro esterno è applicata una gigantografia ritraente Silvio Piola.
Il terreno di gioco è in erba sintetica omologata ai sensi della categoria FIFA 2 Star e misura 105 x 68,5 m. L'illuminazione notturna è garantita da quattro cluster di riflettori alloggiati su altrettanti piloni posti in corrispondenza degli angoli del muro di cinta.

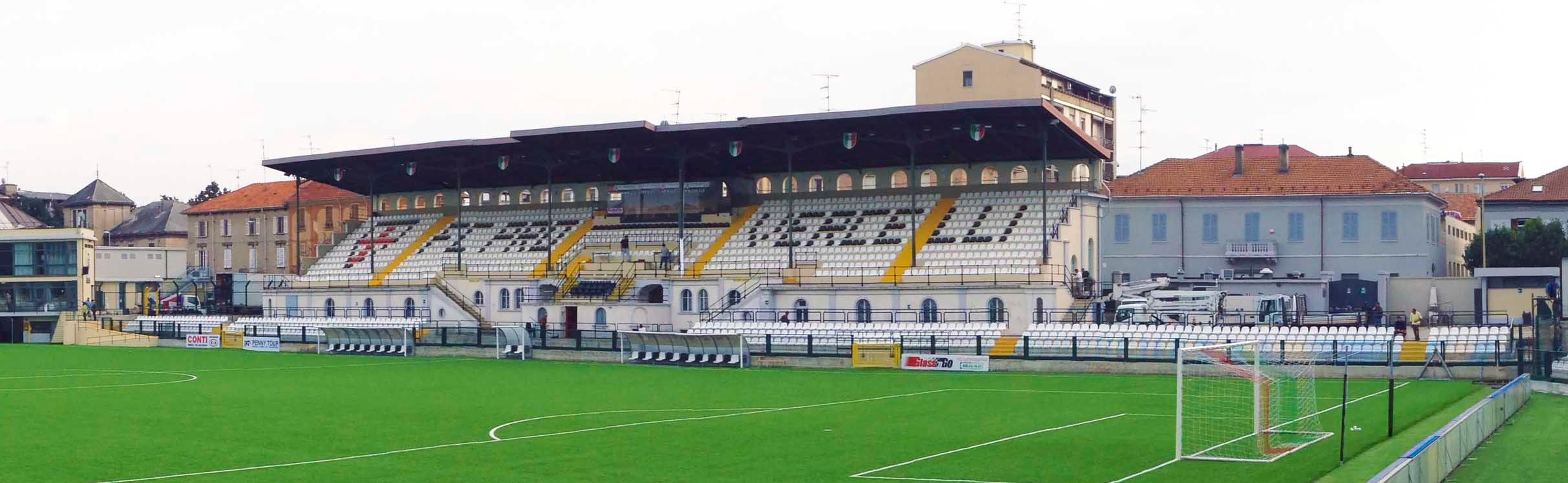
Tribuna centrale e gradinata sud. Sulla tettoia sono appesi i sette scudetti conquistati dalla Pro Vercelli. A sinistra s'intravede la palazzina dei nuovi spogliatoi.
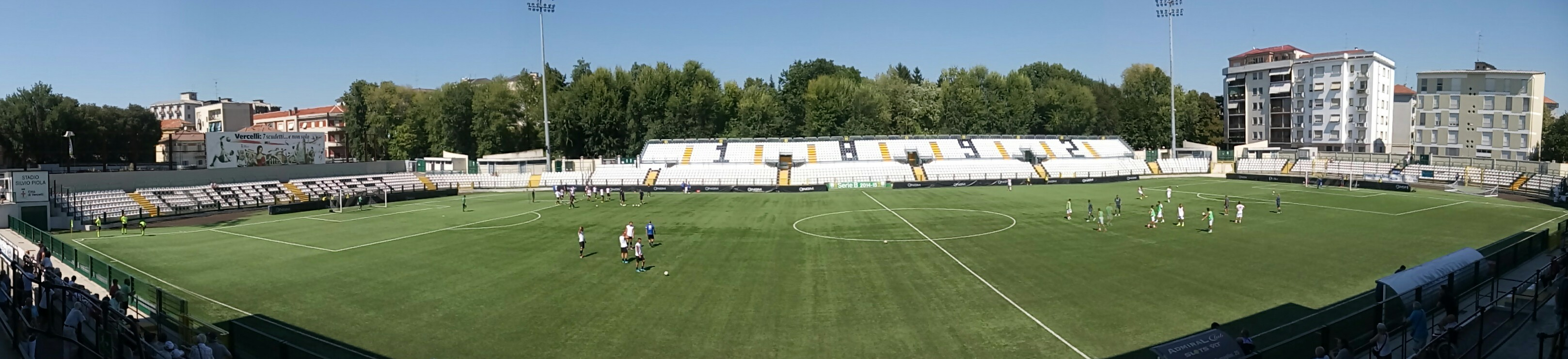
Vista dalla tribuna centrale verso la gradinata nord dopo l'ampliamento del 2015. I seggiolini del livello superiore disegnano l'anno 1892, nel quale la Società Ginnastica Pro Vercelli si affiliò alla Federazione Ginnastica d'Italia
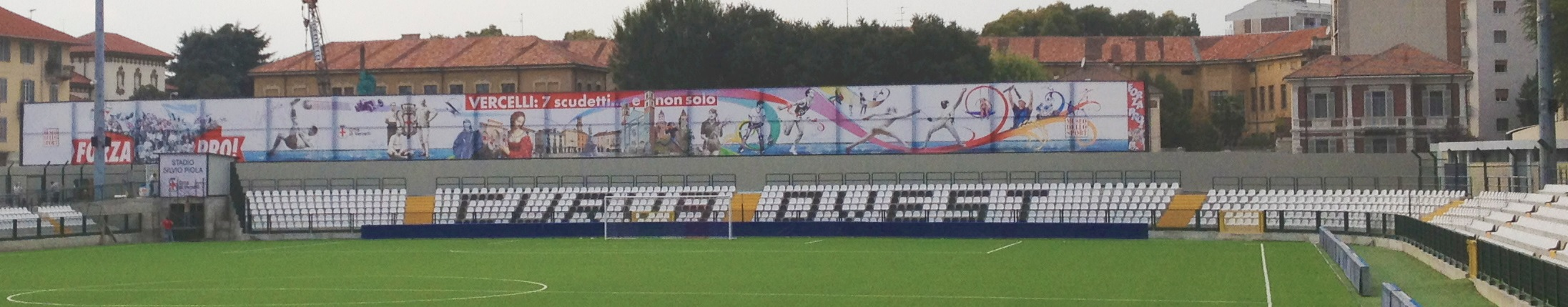
La curva ovest, sede della tifoseria organizzata locale. La barriera istoriata retrostante cela il sito del mai ultimato cantiere per il civico Museo dello Sport, poi convertito a parcheggio
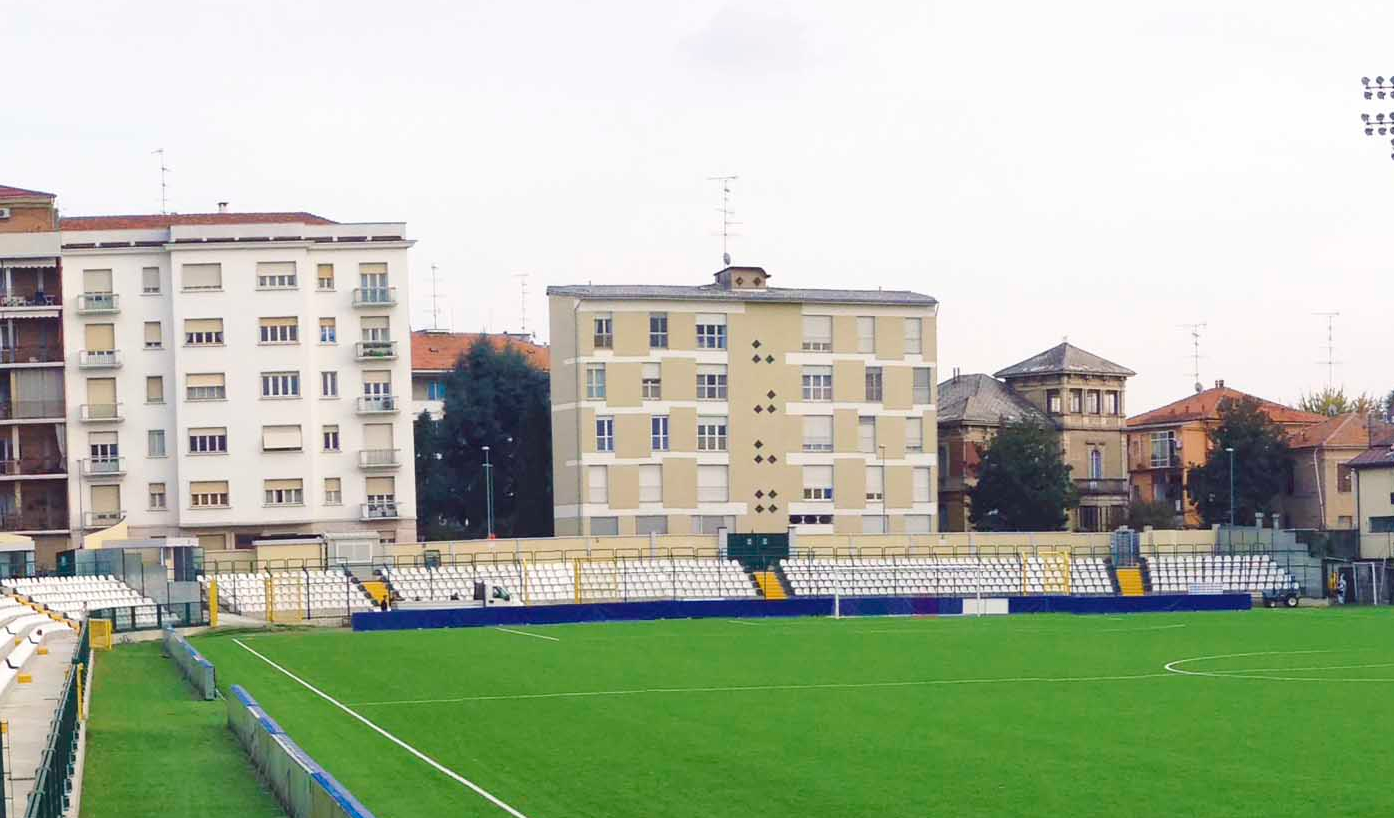
La curva est, settore ospiti.